# Ogra (gmina)
Ogra – gmina w Rumunii, w okręgu Marusza. Obejmuje miejscowości Dileu Vechi, Giuluș, Lăscud, Ogra i Vaideiu. W 2011 roku liczyła 2387 mieszkańców.